# Marinad

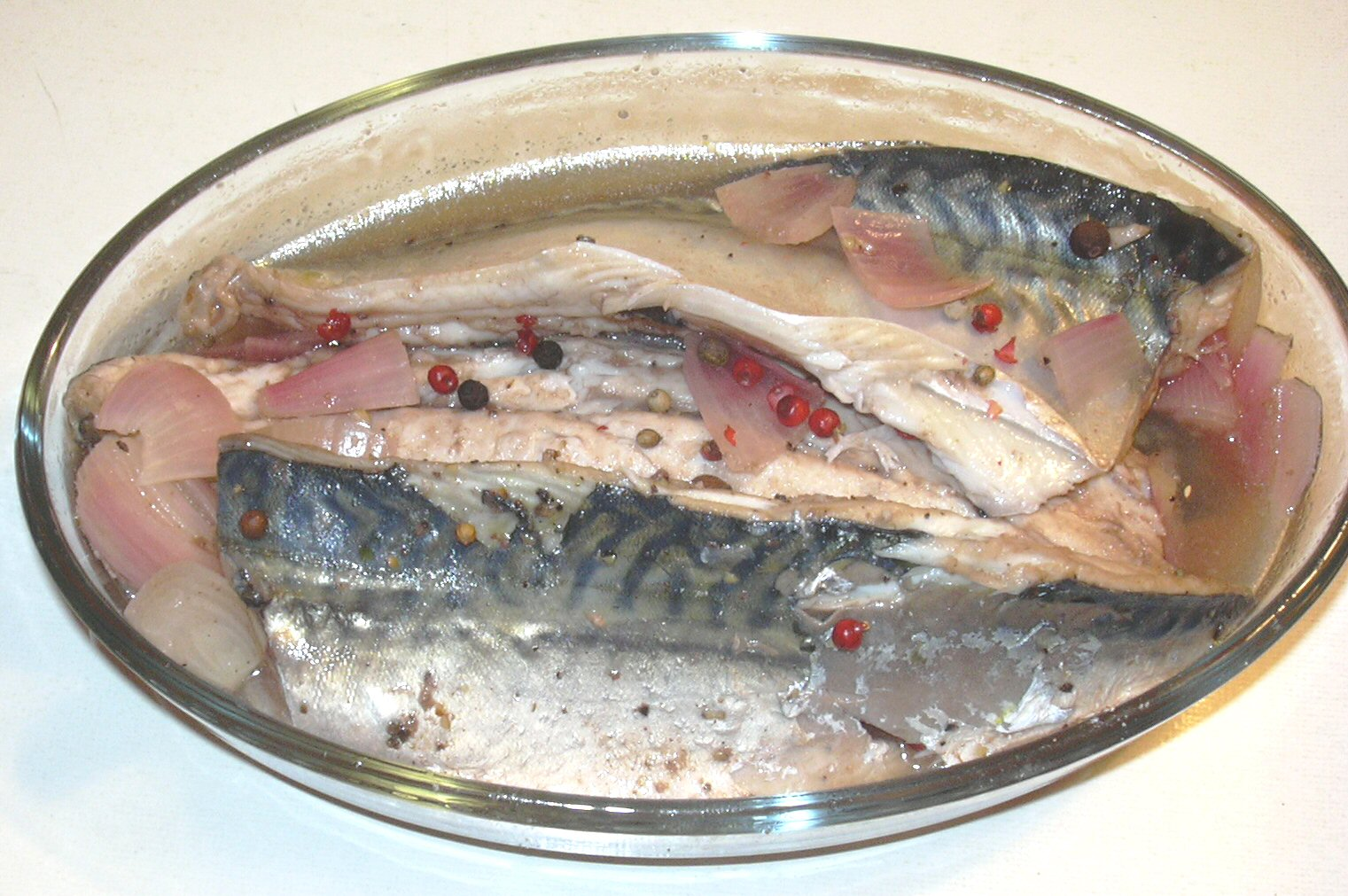
Makrill i marinad

En marinad är en smakrik vätska som kött, fisk eller andra råvaror får ligga i för att absorbera smak. Marinaden gör även köttet mörare. 
Vätskan i en marinad är ofta syrlig (med ingredienser som ättika, citronsaft eller vin) eller salt (med soja, saltlag eller andra såser). Utöver vätskan brukar marinaden innehålla olja, örter och kryddor för att ge ytterligare smak. Marinerat kött är populärt att grilla.
Överbliven marinad slängs, eftersom den ofta är hälsovådlig då den varit i kontakt med rått kött (speciellt farligt om det rör sig om kyckling). Kyckling som marinerats behöver enligt nuvarande regelverk inte testas för salmonella.
Ordet marinad har sitt ursprung i ordet saltlag (aqua marina) som används för inläggningar.